# Chérêt
Chérêt es una comuna francesa, situada en el departamento de Aisne, de la región de Alta Francia.

## Demografía
| 101 | 88 | 111 | 111 | 122 | 131 | 125 | 140 |
| Para los censos de 1962 a 1999 la población legal corresponde a la población sin duplicidades (Fuente: INSEE [Consultar]) |    |     |     |     |     |     |     |